# Piotr Siniagowski
Piotr Jefimowicz Siniagowski (ros. Пётр Ефи́мович Синяго́вский; ur. 29 maja?/11 czerwca 1906 we wsi Petriwka w obwodzie połtawskim, zm. 1 lutego 1996) – radziecki górnik, przodownik pracy, Bohater Pracy Socjalistycznej (1948).

## Życiorys
Urodzony w ukraińskiej rodzinie chłopskiej. Skończył szkołę podstawową, od 1925 pracował w kopalni w mieście Irmino, gdzie został majstrem górniczym. Był wśród 40 górników, którzy chcieli rywalizować z Aleksiejem Stachanowem po ustanowieniu przez niego rekordu wydobycia węgla – 20 lipca 1936 za sześciotysięczną zmianę wyrąbał 184 tony węgla, wypełniając w ten sposób 1675% normy (Stachanow 31 sierpnia 1935 wyrąbał 104 tony). W 1937 podczas wielkiej czystki został aresztowany przez NKWD pod absurdalnym zarzutem próby dokonania zamachu na Łazara Kaganowicza; został uwolniony po stawiennictwie brata żony, który był majorem NKWD. W 1939 został członkiem WKP(b). Po ataku Niemiec na ZSRR odmówił ewakuacji na wschód, w sierpniu 1941 został żołnierzem Armii Czerwonej, brał udział w wojnie z Niemcami, w 1943 był dowódcą plutonu 114 samodzielnej kompanii łączności 395 Dywizji Piechoty w stopniu młodszego porucznika, a w 1945 dowódcą plutonu 856 Samodzielnego Batalionu Łączności 395 Dywizji Piechoty 1 Frontu Ukraińskiego w stopniu porucznika, po wojnie zdemobilizowany, wrócił do pracy w kopalni. Od 1949 był szefem odcinka kopalni im. Stalina trustu „Kadijewugol” (od 1978: „Stachanowugol”) w mieście Irmino, ukończył technikum górnicze w mieście Kadijewka (obecnie Stachanow), w kopalni pracował do 1984. Honorowy obywatel miasta Stachanow, Zasłużony Górnik ZSRR i Honorowy Górnik ZSRR. Od 25 lutego 1956 do 17 października 1961 zastępca członka KC KPZR. Członek KC KP(b)U/KPU (1946–1961). Deputowany do Rady Najwyższej ZSRR od III do V kadencji (1950-1962).

## Odznaczenia
- Medal Sierp i Młot Bohatera Pracy Socjalistycznej (28 sierpnia 1948)
- Order Lenina (dwukrotnie – 1947 i 28 sierpnia 1948)
- Order Wojny Ojczyźnianej I klasy (11 marca 1985)
- Order Czerwonego Sztandaru Pracy
- Order Czerwonej Gwiazdy (20 października 1943)
- Medal „Za Odwagę” (30 października 1942)
- Odznaka „Górnicza Sława” II klasy
- Odznaka „Górnicza Sława” III klasy

I medale.